# Юрген Еберт
Юрген Еберт (нім. Jürgen Ebert; 25 вересня 1916, Остербург — 24 лютого 1945, Ла-Манш) — німецький льотчик-спостерігач і офіцер-підводник, капітан-лейтенант крігсмаріне. Кавалер Німецького хреста в золоті.

## Біографія
1 квітня 1937 року вступив на флот. З 14 жовтня 1942 року — спостерігач 77-ї бомбардувальної ескадри, з 26 листопада 1942 року — 606-ї групи берегової авіації. З 20 квітня по 30 червня 1943 року — навчальний офіцер в училищі морської авіації. З 5 липня по 27 грудня 1943 року пройшов курс підводника, з 28 грудня 1943 по 31 січня 1944 року — курс позиціонування, з 1 лютого по 15 березня 1944 року — курс командира підводного човна. З 27 червня 1944 року — командир підводного човна U-927. 31 січня 1945 року вийшов у свій перший і останній похід. 24 лютого U-927 був потоплений в британським протичовновим літаком «Ворвік» в Ла-Манші поблизу Фалмута. Всі 47 членів екіпажу загинули.

## Військові звання
- Кандидат в офіцери (3 квітня 1937)
- Морський кадет (21 вересня 1937)
- Фенріх-цур-зее (1 квітня 1938)
- Оберфенріх-цур-зее (1 липня 1939)
- Лейтенант-цур-зее (1 серпня 1939)
- Оберлейтенант-цур-зее (1 вересня 1941)
- Капітан-лейтенант (1 серпня 1944)

## Нагороди
- Нагрудний знак спостерігача (1940)
- Залізний хрест
  - 2-го класу (1940)
  - 1-го класу (1941)
- Авіаційна планка бомбардувальника в сріблі (1941)
- Нагрудний знак «За поранення» в чорному (1942)
- Німецький хрест в золоті (25 листопада 1942)